# Calcaire du Quiou
Le calcaire du Quiou s'est formé au Miocène dans la zone médiane de la Bretagne, par sédimentation, dans une matrice argilo-sableuse, d'algues calcaires et de coquillages présents dans la mer des Faluns qui faisait de l'Ouest de cette région une île en la séparant du reste du continent.

## Origine
Par son origine, le calcaire du Quiou est aussi appelée « faluns de Tréfumel » ou « faluns de Saint-Juvat », deux communes françaises, voisines de la commune au centre de ce dépôt : Le Quiou. Une bonne partie des sites d'extractions passés se situaient entre les bourgs du Quiou et de Tréfumel.
Le calcaire du Quiou forme le centre d'un terroir Briovérien, schisto-gréseux, et est entouré de divers granites : au sud-est, le granite de Bécherel et le granite de Dingé fournissant des moellons brunâtres ; au nord-est le granite de Lanhélin (bleuté) ; au nord-ouest le granite de Lanvallay et les différents faciès du granite de Dinan (celui du Hinglé, de Brusvily, de Languédias).

## Description
Le calcaire du Quiou se présente sous trois états typiques : sédiment meuble ; calcaire biodétritique ; roche consolidée. Dans ce dernier cas, il prend le nom de « pierre de Jauge » et a été utilisé depuis 2 000 ans comme pierre à bâtir; broyé et cuit comme mortier de jointoiement et enduit à la chaux des murs. Ses teintes sont variées : beige, ocre-jaune, blanc-gris. Il est habituellement d'une densité moyenne en raison de petites alvéoles.
Ce calcaire a été utilisé pour la construction du château de Hac, édifice daté du XVe siècle, situé sur la commune du Quiou. On le retrouve également dans les murs de certaines maisons d'habitation comme celles des bourgs du Quiou ou de Tréfumel...) où il donne cette couleur et cet aspect mordoré si original et caractéristique aux constructions de ces villages, tranchant avec le granite avec lequel il est parfois associé.
Si les couches les plus consolidées servaient aux constructions, les couches les plus « tendres » des faluns étaient destinées à la fabrication de chaux ou employées aux fins d'amendement des terres agricoles.
Les fours à chaux du Quiou, (ancienne usine Bougeard - 1892), aujourd'hui transformés en maison d'habitation (propriété privée), sont également bâtis en maçonnerie de pierre calcaire et implantés sur le lieu même d'extraction des faluns.
Cet ancien site industriel remarquable reste aujourd'hui le seul témoin de l'intense activité économique qui régnait alors dans le bassin falunien du Quiou/Tréfumel/Saint-Juvat au XIXe siècle.
Comme dans le bassin falunien de Chartres-de-Bretagne, au sud de Rennes, au XIXe siècle (vers 1845), les premières extractions se faisaient par puits et galeries, en carrières souterraines. Cependant, devant les nombreux accidents dus aux éboulements, de nouvelles législations sont mises en place à la fin du XIXe siècle (1898) et au début du XXe siècle (1910), les exploitations deviennent alors à ciel ouvert.  
Les affleurements aujourd'hui sont rares, la plupart des carrières sont maintenant oblitérées car comblées ou remplies d'eau. Les profondeurs d'extraction sont, depuis la fin du XXe siècle, limitées par l'obligation de respecter la capacité de stockage de l'eau en profondeur (nappe phréatique des faluns).
L'entreprise Carrière sablon calcaire de Tréfumel (carrière de La Perchais) possédait, jusqu'en décembre 2006, une autorisation d'extraction de 5 000 t/an. 
Une installation de broyage exploitait le gisement, les éléments de pierre de Jauge étaient réservés et stockés pour la construction (restauration). 
Cette production (sablon) est utilisée en amendement (secteur de Saint-Malo), en couche drainante destinée à recouvrir la surface des chemins de randonnées et, accessoirement, pour « couvrir les bâches de stockage du maïs » (sic).

## Fossiles

### Mammifères marins
Ils sont représentés par des nombreux restes de siréniens ou Vache marine (Sirenia, un ordre de mammifères marins herbivores phylogénétiquement proches des proboscidiens, des hyracoïdes, des embrithopodes et des desmostyliens, mais ressemblant à certains cétacés : ils sont aujourd'hui représentés par les Lamantins et les dugongs. On trouve dans le Falun du Quiou, les restes de sirénien, très abondant qui appartiennent à une unique espèce : Metaxytherium medium.
Ils sont représentés par des dents de dauphins dont Pomatodelphis stenorhynchus.
Léonard Ginsburg et Janvier signale aussi le Squalodon.

### Poissons marins
Ces vertébrés sont représentés par des Chondrichthyes (requins, batoïdes et autres raies, et des Osteichthyes (poissons osseux).

#### Requins

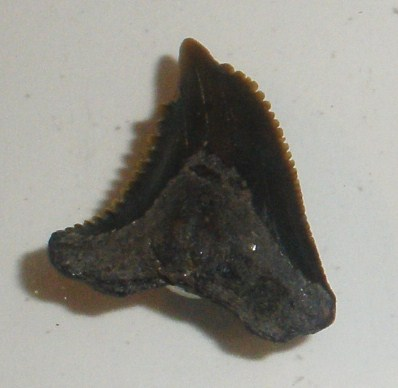
Dent fossilisée d'Hemipristis serra.

Les requins du Quiou sont essentiellement connus par de nombreuses dents. Les espèces traditionnellement citées sont :
- Odontaspididae
  - Carcharias acutissima
  - Carcharias cuspidata
  - Odontaspis contortidens
- Carcharhinidae
  - Carcharhinus priscus
  - Galeocerdo aduncus
  - Isogomphodon acuarius
  - Negaprion kraussi
  - Rhizoprionodon ficheuri
  - Rhizoprionodon taxandriae
- Chondrichthyes
  - Heterodontus
- Ginglymostomatidae
  - Ginglymostoma delfortriei
- Hemigaleidae
  - Chaenogaleus affinis
  - Hemipristis serra
- Hexanchidae
  - Notorhynchus primigenius
  - Lamnidae
- Cosmopolitodus hastalis
- Otodontidae
  - Megalodon
- Scyliorhinidae
  - Scyliorhinus distans

#### Batoïdes
Dans le Miocène du Falun du Quiou, les batoïdes sont représentés par des restes de:
- Dasyatis
- Rhinobatos
- Rhynoptera studeri

### Poissons osseux
Les poissons osseux du Miocène du Falun du Quiou sont uniquement représentés par des actinoptérygiens. Il s'agit de Perciformes Labridae (labres, vieilles, vras... principalement carnivores et broyeurs) et Sparidae (Brème de mer, pagres, daurades).
- Acanthuridae
  - Acanthurus
- Diodontidae
  - Diodon
- Labridae
  - Labrodon pavimentatum
  - Trigonodon jugleri
- Scaridae
  - Calotomus
- Sparidae
  - Dentex fossilis
  - Diplodus jomnitanus
  - Diplodus intermedius
  - Pagrus cinctus
  - Sparus aurata
- Sphyraenidae
  - Sphyraena olisiponensis

### Invertébrés marins
Ils sont les constituants majeurs des faluns. Ces organismes sont souvent fragmentaires, et les individus complets sont difficiles à extraire de leur gangue. Les invertébrés du Falun du Quiou ont été principalement étudiés à la fin du XIXe siècle et au début du XXe siècle. Ils nécessitent certainement une révision. Les plus abondants sont les mollusques, les brachiopodes, les crustacés, qui sont associés à de plus rares échinodermes, bryozoaires...

#### Bivalves
- Aequipecten radians
- Chlamys puymoriae
- Chlamys fasciculata
- Crassostrea gryphoides
- Cubitostrea digitalina
- Glycymeris
- Lima tegulata
- Pecten subarcuatus
- Pecten praebenedictus
- Pecten seniensis
- Saccostrea sacellus
- Talochlamys multistriata

#### Gastéropodes
- Conus
- Turritella

#### Scaphopodes
- Dentalium

#### Arthropodes crustacés
- Megabalanus tintinnabulum
- Scylla michelini

#### Echinodermes
- Arbacina monilis
- Brissopsis sp.
- Cyathocidaris avenionensis
- Echinanthus lecointrae
- Echinolampas dinanensis
- Parascutella faujasi
- Spatangus britannus

#### Briozoaires
Des bryozaires (Ectoprocta) Cheilostomatida ont été originellement rapportés aux genres Celleporidae et Retepora par Gaston-Casimir Vasseur en 1831. Ultérieurement, Canu et Lecointre (1925-1930, 1933-1934), puis Émile Buge ont largement émendé cette liste. 
On trouve:
- des Cyclostomata, dont:
  - Ceriopora balavoinei
  - Ceriopora tumulifera
  - Hornera frondiculata
  - Hornera radians
  - Meandropora cerebriformis
  - Mecynoecia proboscidea
  - Obelia disticha
  - Reptomulticava parviporosa
- et des Cheilostomatida dont :
  - Calpensia nobilis
  - Cellaria sinuosa
  - Cellepora palmata
  - Hippadenella deshayesi
  - Metrarabdotos moniliferum
  - Repetera flabelliformis
  - Smittina cervicornis

Les bryozoaires constituent l'essentiel de la biomasse (faciès Savignéen) et que les plus petites espèces encroûtent bien souvent les autres organismes ce qui rend leur dégagement délicat.

#### Coraux
- Culicia parasita

#### Annélides
- Serpula ficosa